# Capo dell'Armi
Capo dell'Armi (o Capo d'Armi) è un promontorio sito a Lazzaro, frazione di Motta San Giovanni, in provincia di Reggio Calabria. Costituisce il limite sud-orientale dello Stretto di Messina.

## Morfologia del territorio
Una rupe rocciosa che si eleva sul mar Jonio caratterizza il territorio, la cui aspra morfologia è in netto contrasto con quella più dolce del territorio adiacente. La rupe si erge ripida dalle acque del mare fino a superare i 134 m s.l.m. con una parete a strapiombo, la cui unica soluzione di continuità è costituita dalla Strada statale 106 Jonica, scavata proprio all'interno della roccia.
Caratteristica peculiare del promontorio roccioso sono le sue cave di pietra reggina (nota anche come pietra di Lazzàro).
Sulla scogliera sorge il faro che sancisce il limite sud-orientale dello Stretto di Messina e rappresenta la prima luce all'ingresso del Canale di Sicilia.

## Storia
In epoca greca il promontorio di Capo dell'Armi veniva chiamato Leukopetra Akroterion (in greco Λευκοπέτρα ἀκρωτήριον), cioè: promontorio di pietra bianca. In epoca romana era chiamato Leucopetra Promontorium. Scrisse il geografo greco Strabone:
(Strabone, Geografia, VI, 1, 7)

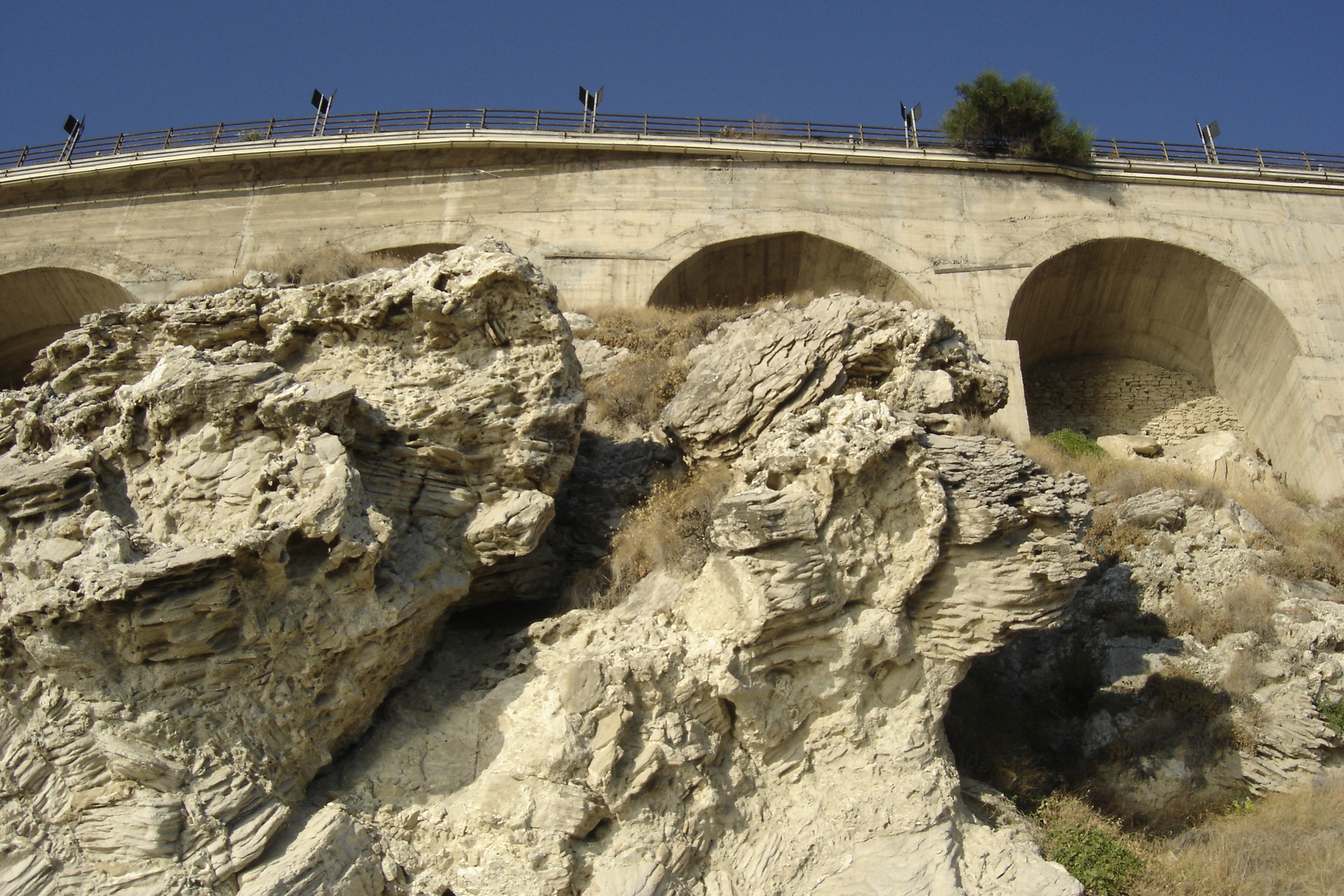
Vista dal mare della S.S. 106, che passa dal Capo dell'Armi

Il promontorio è archeologicamente rilevante grazie al rinvenimento di numerose tracce della presenza dei primi cristiani. Nella zona di Capo dell'Armi vennero rinvenute: un'iscrizione sepolcrale della Lettera ai Romani (8,31) di San Paolo, di età protocristiana; un mattone con graffito cristiano; un corredo di oreficeria; una necropoli protocristiana. Verso la fine del XIX secolo (comunque prima del 1882) a Capo dell'Armi furono ritrovate quattro ghiande missili testimonianza dell'attività condotta da Quinto Salvidieno Rufo Salvio nello Stretto di Messina, in occasione della guerra navale fra Ottaviano e Sesto Pompeo del 42 a.C..
Nei pressi di Capo dell'Armi vennero anche alla luce i resti di una villa romana appartenuta probabilmente al patrizio Publio Valerio e menzionata anche da Cicerone. Fu ritrovata anche una stele con inscrizioni latine di epoca imperiale.
Durante la seconda guerra mondiale, nella zona prospiciente il Capo dell'Armi affondarono tre navi italiane. Esse erano: la Dalmatia (affondata il 25 gennaio 1942 dal sommergibile inglese Ultimatum); la Laura (affondata il 3 luglio 1941 dal sommergibile inglese Upholder); la Ninetto (affondata il 5 aprile 1942 dal sommergibile inglese Una).

## Il faro

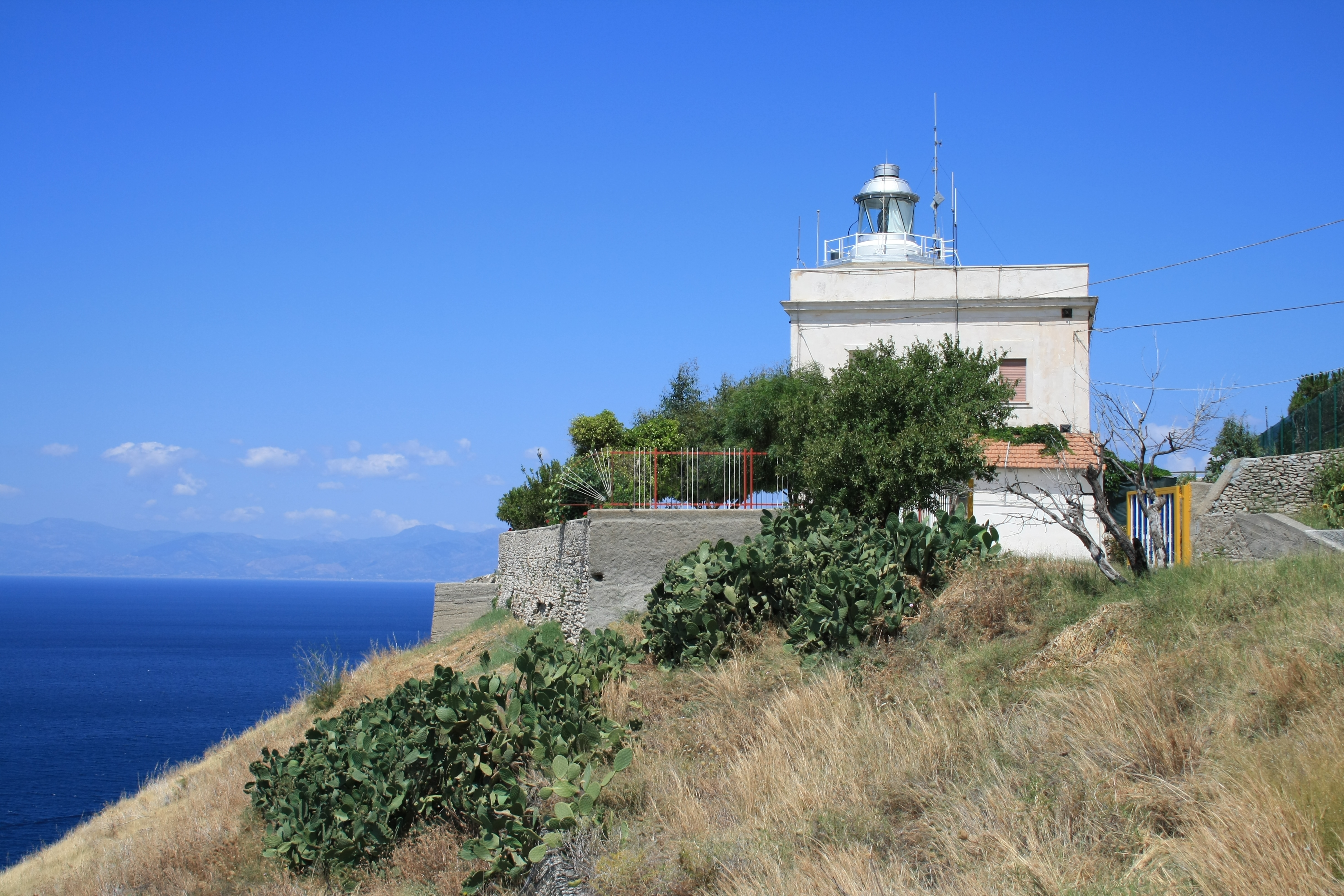
Il faro fotografato da sud.

Attivato nel 1867 e rinnovato nel 1959, il faro di Capo dell'Armi è costituito da una torre bianca ottagonale su un fabbricato a 2 piani. La lanterna del faro è costituita da lenti di Fresnel le quali ruotano intorno a una lampada di 1000 watt.